# Bezirksamt Pforzheim

Lage der Bezirksämter in Baden im Jahr 1890

Das Bezirksamt Pforzheim, zunächst Oberamt Pforzheim, war eine Verwaltungseinheit im Land Baden. Es bestand von 1819 bis 1939.

## Lage
Das Gebiet des Bezirksamtes teilte sich im Wesentlichen in einen nördlichen, im Kraichgau und einen südlichen, im Nordschwarzwald gelegenen Teil auf. Der äußerste Südosten reichte in das Korngäu. Politisch zeichnete es sich durch eine ausgesprochene Grenzlage auf: nur im Nordwesten hatte es Verbindung zum übrigen badischen Territorium, ansonsten lagen benachbart verschiedene württembergische Oberämter.

## Geschichte
Das an der Mündung der Nagold in die Enz gelegene Pforzheim hatte seit dem hohen Mittelalter unter der Herrschaft der Markgrafen von Baden gestanden und war Sitz eines Oberamtes. 1803 wurden ihm die Orte des aufgelösten Amtes Langensteinbach zugewiesen. 1807 kamen elf grundherrschaftliche Orte hinzu, die zuvor reichsritterschaftlichen Familien gehört hatten, die in Umsetzung der Rheinbundakte von 1806 mediatisiert worden waren und nun unter badischer Landeshoheit standen. Ein weiterer war im Rahmen des Tausch- und Epurationsvertrages mit Württemberg zu Baden gekommen. Aufgrund des Novemberediktes von 1809 wurde das Oberamt 1810 in ein Stadt- und Erstes Landamt und ein Zweites Landamt aufgeteilt. 1819 wurden beide wieder vereinigt, erneut mit der Bezeichnung Oberamt.

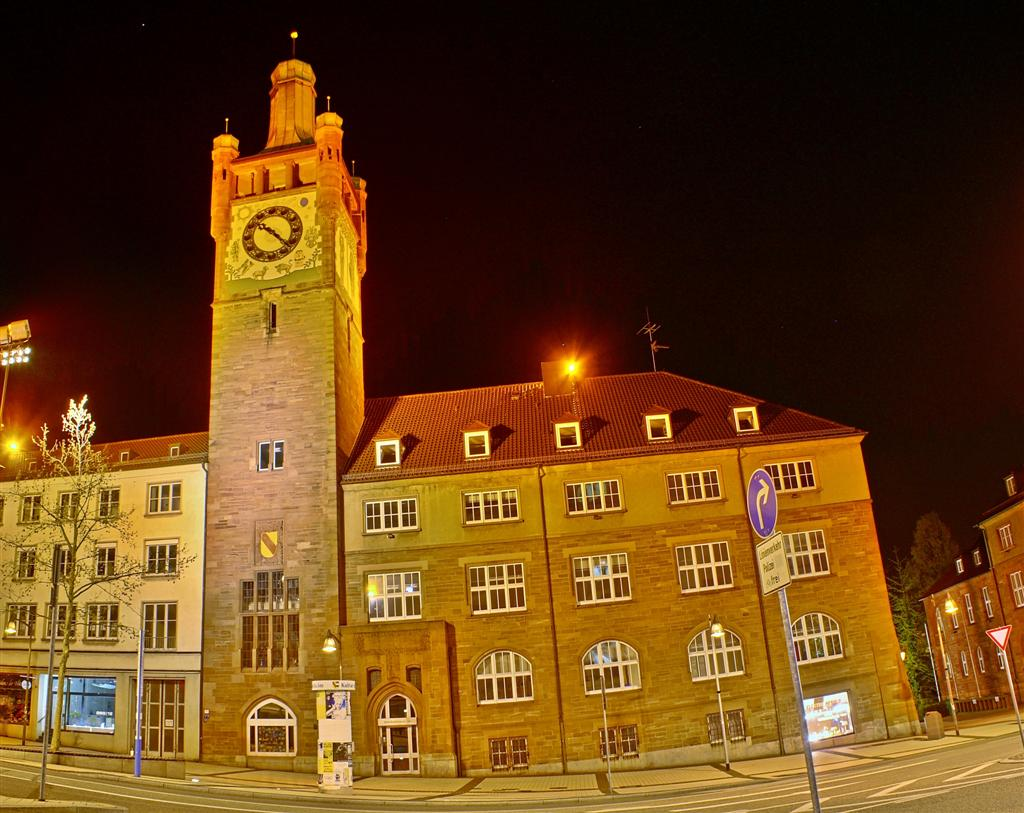
Das Bezirksamtsgebäude von 1903 mit seinem markanten Turm 2009.

Seinen Sitz hatte das Oberamt zunächst in einem Gebäude, das bereits seit Jahrhunderten solchen Zwecken gedient hatte. Es wurde 1825 an einen Wirt verkauft, der dort die Gaststätte Zur Krone betrieb. Stattdessen erwarb der Staat ein 1800 vom ehemaligen Bürgermeister Jakob Friedrich Dreher und seiner Frau Agnese Eva errichtetes Haus vor dem Altstädter Tor. Im Zuge der Trennung der Rechtsprechung von der Verwaltung 1857 wurde Pforzheim Sitz eines Amtsgerichts. 1864 wurde im ganzen Land einheitlich die Bezeichnung  Bezirksamt eingeführt. Ab 1903 war die Verwaltung im neu errichteten Bezirksamtsgebäude untergebracht.
Im Laufe der Zeit kam es zu Verschiebungen einzelner Orte mit benachbarten Ämtern. Bei der Auflösung der Bezirksämter Stein 1821, Durlach 1924  und Bretten 1936 wurden jeweils mehrere Gemeinden Pforzheim zugewiesen. Mit Inkrafttreten der Landkreisordnung vom 24. Juni 1939 schied Pforzheim als Stadtkreis aus, der Rest bildete den Landkreis Pforzheim.

## Orte und Einwohnerzahlen

### 1825
Vom Mitte 1821 aufgelösten Amt Stein kamen Göbrichen, Ersingen, Eisingen, Bilfingen zu Pforzheim. Im Gegenzug wurden Langensteinbach, Spielberg und Auerbach an das Amt Durlach abgetreten. Der ebenfalls ursprünglich für Pforzheim vorgesehene Hauptort Stein ging an Bretten. Ende 1821 wurde noch Untermutschelbach dem Amt Durlach zugewiesen.
1825 wurde 26.828 Einwohnern berichtet. Sie verteilten sich auf diese Ortschaften:
- Pforzheim, mit Buckenberg und Seehaus: 6094
- Bauschlott, mit dem Gut des Markgrafen: 736
- Bilfingen: 536
- Brötzingen: 1136
- Büchenbronn: 592
- Darmsbach: 81
- Dietenhausen: 142
- Dietlingen: 1259
- Dillstein, mit Weißenstein: 617
- Dürrn, mit Karlshausen: 782
- Eisingen: 658
- Ellmendingen: 911
- Ersingen, mit Siehdichfür und Sperlingshof: 1110
- Eutingen: 764
- Göbrichen, mit Katharinenthal: 659
- Huchenfeld: 549
- Ittersbach, mit Schleemühle: 699
- Ispringen: 795
- Langenalb, mit Bergschmidte und Meisenmühle: 484
- Niefern: 1125
- Nöttingen: 623
- Obermutschelbach: 328
- Öschelbronn: 891
- Weiler: 487

Außerdem, als grundherrschaftliche Orte:
- Hamberg: 362
- Hohenwart: 274
- Lehningen: 306
- Mühlhausen: 467
- Neuhausen: 709
- Schellbronn: 314
- Steinegg, mit Thier- oder Wolfsgarten: 264
- Tiefenbronn: 769
- Würm, mit Schloss Liebeneck und Haidach: 517
- Kieselbronn: 804

### 1864

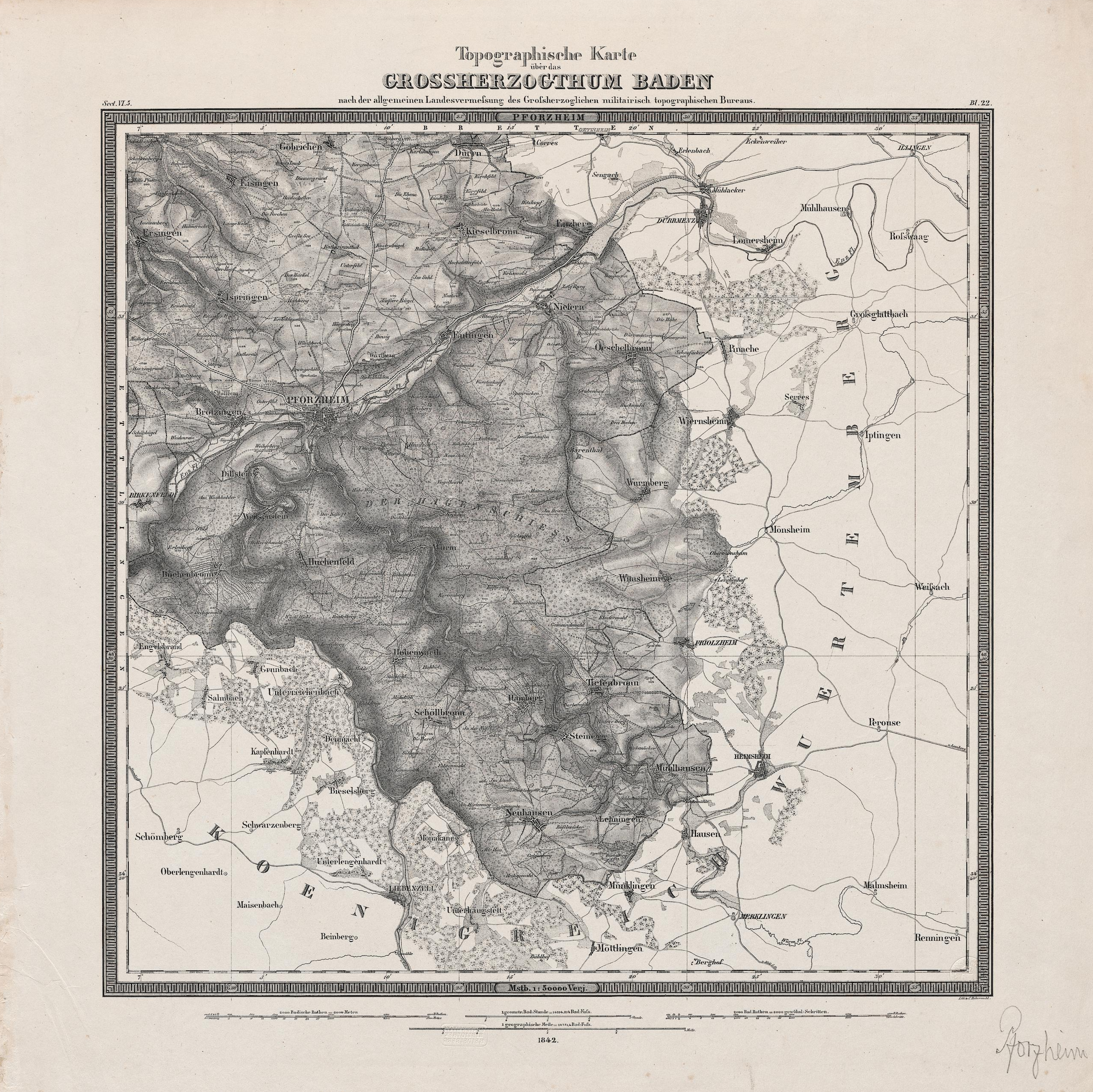
Topographische Karte von 1842, Blatt Pforzheim

Die 1864 gezählten 43.273 Bewohner verteilten sich auf 33 Gemeinden:
- Bauschlott: 843
- Bilfingen: 631
- Brötzingen: 2604
- Büchenbronn: 928
- Dietenhausen: 179
- Dietlingen: 1656
- Dürrn: 899
- Eisingen: 900
- Ellmendingen: 1020
- Ersingen: 1185
- Eutingen: 1248
- Göbrichen: 942
- Hamberg: 393
- Hohenwart: 326
- Huchenfeld: 785
- Ispringen: 1057
- Ittersbach: 860
- Kieselbronn: 991
- Langenalb: 507
- Lehningen: 281
- Mühlhausen: 469
- (Ober-)Mutschelbach: 362
- Neuhausen: 695
- Niefern: 1662
- Nöttingen (mit Darmsbach): 812
- Öschelbronn: 1096
- Pforzheim: 16.320
- Schellbronn: 283
- Steinegg: 288
- Tiefenbronn: 770
- Weiler: 545
- Weißenstein: 1101
- Würm: 635

### 1939
Im Gebiet des Bezirksamtes lagen zwei gemeindefreie Gebiete, die in Baden als abgesonderte Gemarkung bezeichnet wurden: Haidach und Hagenschieß. Wie in der Badischen Gemeindeordnung von 1921 vorgesehen wurden sie in den Jahren danach aufgelöst. Am 1. Juli 1920 wurde Stein von Bretten nach Pforzheim umgesetzt. Bei der Auflösung des Bezirksamts Durlach am 1. April 1924 gingen an Pforzheim die Gemeinden Königsbach, Singen und Wilferdingen, Im April 1936 wurde Obermutschelbach zum Bezirksamt Karlsruhe umgesetzt. Am 1. Oktober 1936 kamen vom aufgelösten Bezirksamt Bretten Nußbaum, Ruit und Sprantal hinzu. Zum 1. April 1939 wurden Ruit und Sprantal Karlsruhe zugeteilt.
Neben diesen Zu- und  Abgängen verringerte sich die der Zahl der Gemeinden durch Eingemeindungen nach Pforzheim um zwei, betroffen waren 1905 Brötzingen und 1913 Dillweißenstein. Zum Zeitpunkt der Aufteilung in Stadt- und Landkreis Pforzheim im Juni 1939 umfasste das Gebiet des Bezirksamts somit neben Pforzheim 34 weitere Gemeinden.

## Leiter der Verwaltung
Die Leitung der Verwaltung, als Amtmann oder Oberamtmann und später Landrat, hatten inne:
- 1819–1823: Benjamin Roth
- 1823–1842: Carl Deimling
- 1843–1844: Karl Ludwig Böhme
- 1844–1846: Carl von Neubronn
- 1847–1849: Philipp Flad
- 1849–1861: Ludwig Wilhelm Fecht
- 1861–1864: Camill Winter
- 1864–1868: Otto Sachs
- 1868–1872: Franz Sales Hebting
- 1872–1874: August Joos
- 1874–1878: Otto von Scherer
- 1878–1883: Carl Siegel
- 1883–1891: Heinrich Pfister
- 1891–1896: Alexander Pfisterer
- 1896–1899: Wilhelm Holtzmann
- 1899–1903: Hermann Nebe
- 1903–1908: Philipp Jolly
- 1909–1920: Franz Keim
- 1920–1931: Julius Holderer
- 1932–1939: Friedrich Wenz

Der 1843 zum Leiter ernannte Joseph Lang blieb, wie bisher, in gleicher Stellung beim Bezirksamt Hoffenheim.

## Übergeordnete Behörden
Im Rahmen der Verwaltungsgliederung Badens übergeordnete Behörden waren zunächst der Murg- und Pfinzkreis mit Sitz in Durlach, ab 1863 der neu entstandene Landeskommissärbezirk Karlsruhe. Zugleich wurden seine Gemeinden dem Kreisverband Karlsruhe zugeteilt.

## Weitere Entwicklung
Sofern nicht zu einem früheren oder späteren Zeitpunkt nach Pforzheim eingemeindet, zählt die weit überwiegende Mehrheit der Orte des Bezirksamtes seit der Kreisreform 1973 zum Enzkreis. Zu diesem Zeitpunkt kam Ittersbach, wie auch die bis 1939 an die Bezirksämter Bretten, Durlach und Karlsruhe abgegebenen Ortschaften, zum Landkreis Karlsruhe.